# Taïmoura
La Taïmoura (en russe : Таймура) est une rivière de Russie qui coule dans le krai de Krasnoïarsk en Sibérie centrale. C'est un affluent de la Toungouska inférieure en rive gauche, donc un sous-affluent de l'Ienisseï.

## Géographie
Le bassin versant de la Taïmoura a une superficie de 32 500 km2 (surface de taille un peu supérieure à celle de la Belgique, ou encore plus ou moins équivalente à la moitié de la république d'Irlande. Son débit moyen en fin de parcours est de 250 m3/s. La rivière présente des crues annuelles au printemps, en mai-juin. La période d'étiage se déroule en hiver. 
La Taïmoura prend naissance dans le krai de Krasnoïarsk, au centre du vaste plateau de Sibérie centrale, dans une région au climat rigoureux, en pleine taïga quasi inhabitée. Elle naît de l'union de deux rivières : la Severnaïa Taïmoura (Северная Таймура) ou Taïmoura du nord, et la Ioujnaïa Taïmoura (Южная Таймура) ou Taïmoura du sud. 
Dans son parcours, la rivière traverse des régions couvertes de taïga et assez bien arrosées. Son cours comporte de très nombreux méandres et plusieurs larges boucles qui lui font changer d'orientation à plusieurs reprises. Au total, elle coule grosso modo du sud-est vers le nord-ouest. Elle finit par se jeter dans la Toungouska inférieure en rive gauche, une soixantaine de kilomètres en amont de la petite ville d'Outchami. 

## Le gel
La Taïmoura est habituellement prise par les glaces au mois d'octobre. Le dégel et la débâcle se produisent fin mai ou début juin. Le bassin versant de la Taïmoura, comme la plus grande partie de la région centrale du plateau de Sibérie centrale, repose partiellement sur un manteau de sol gelé en permanence (pergélisol discontinu), d'une épaisseur pouvant atteindre 100 mètres.